# Ophisops elegans
Ophisops elegans es una especie de lagarto escincomorfo de la familia Lacertidae.

## Distribución geográfica
Se encuentra en el este de Georgia, Armenia, Azerbaiyán, sureste de Bulgaria, noreste de Grecia (Lesbos, Lemnos, Quíos, Samos, Samotracia, Agatonisi, Psará), Chipre, Turquía, Argelia, Libia, Egipto, oeste de Siria, Líbano, Israel, oeste de Jordania, Irak, Irán (desierto de Kavir), norte de Pakistán y noroeste de India.

## Subespecies
Son válidas las siguientes subespecies:
| Subespecies                       | Subespecies         | Subespecies                                                       | Subespecies |
| Subespecie                        | Autoridad           | Distribución                                                      |             |
| --------------------------------- | ------------------- | ----------------------------------------------------------------- | ----------- |
| Ophisops elegans basoglui         | Baran & Budak, 1978 | Turquía (sur de Anatolia).                                        |             |
| Ophisops elegans blanfordi        | Schmidt, 1939       | Mesopotamia                                                       |             |
| Ophisops elegans centralanatoliae | Bodenheimer, 1944   | Turquía (centro de Anatolia).                                     |             |
| Ophisops elegans ehrenbergii      | (Wiegmann, 1835)    | Levante mediterráneo, Grecia (Kálimnos, Lesbos, etc.), Turquía.   |             |
| Ophisops elegans elegans          | Ménétriés, 1832     | Turquía                                                           |             |
| Ophisops elegans macrodactylus    | Berthold, 1840      | Oeste de Turquía (Anatolia), Grecia (Lesbos, Samos, Rodas, etc.). |             |
| Ophisops elegans persicus         | Boulenger, 1918     |                                                                   |             |
| Ophisops elegans schlueteri       | Boetgger, 1880      | Chipre.                                                           |             |